# Franklin Harbour
Franklin Harbour är en region i Australien. Den ligger i delstaten South Australia, omkring 210 kilometer nordväst om delstatshuvudstaden Adelaide. Antalet invånare är 1 297.
Följande samhällen finns i Franklin Harbour:
- Cowell
- Port Gibbon
- Miltalie